# Ольшанська Софія Гнатівна
Софія Гнатівна Ольшанська (1931, тепер Львівська область — ?) — українська радянська діячка, новатор сільськогосподарського виробництва, ланкова колгоспу імені Шевченка села Бердихів Яворівського району Львівської області. Депутат Верховної Ради УРСР 7—8-го скликань.

## Життєпис
Народилася у селянській родині.
З 1950-х років — колгоспниця, ланкова колгоспу імені Шевченка села Бердихів Яворівського району Львівської області. Збирала високі врожаї овочів.
У 1970-х роках — бригадир овочівницької бригади колгоспу «Україна» села Бердихів (центральна садиба у селі Чолгинях) Яворівського району Львівської області.

## Нагороди
- орден Леніна
- ордени
- медалі